# Плезант-Дейл (Небраска)
Плезант-Дейл (англ. Pleasant Dale) — селище (англ. village) в США, в окрузі Сюорд штату Небраска. Населення — 218 осіб (2020).

## Географія
Плезант-Дейл розташований за координатами 40°47′28″ пн. ш. 96°55′59″ зх. д. / 40.79111° пн. ш. 96.93306° зх. д. (40.791210, -96.932966).  За даними Бюро перепису населення США в 2010 році селище мало площу 0,29 км², уся площа — суходіл.

## Демографія
Згідно з переписом 2010 року, у селищі мешкало 205 осіб у 92 домогосподарствах у складі 63 родин. Густота населення становила 703 особи/км².  Було 105 помешкань (360/км²).
Расовий склад населення:
| - 93,2 % — білих - 0,5 % — азіатів |

До двох чи більше рас належало 5,9 %. Частка іспаномовних становила 1,0 % від усіх жителів.
За віковим діапазоном населення розподілялося таким чином: 22,0 % — особи молодші 18 років, 59,5 % — особи у віці 18—64 років, 18,5 % — особи у віці 65 років та старші. Медіана віку мешканця становила 41,3 року. На 100 осіб жіночої статі у селищі припадало 101,0 чоловіків;  на 100 жінок у віці від 18 років та старших — 102,5 чоловіків також старших 18 років.
Середній дохід на одне домашнє господарство  становив 63 142 долари США (медіана — 60 313), а середній дохід на одну сім'ю — 72 028 доларів (медіана — 70 625). Медіана доходів становила 44 107 доларів для чоловіків та 32 222 долари для жінок. За межею бідності перебувало 7,6 % осіб, у тому числі 11,1 % дітей у віці до 18 років та 0,0 % осіб у віці 65 років та старших.
Цивільне працевлаштоване населення становило 147 осіб. Основні галузі зайнятості: роздрібна торгівля — 21,8 %, освіта, охорона здоров'я та соціальна допомога — 18,4 %, виробництво — 17,0 %.